# Krötenexplosionen in Hamburg

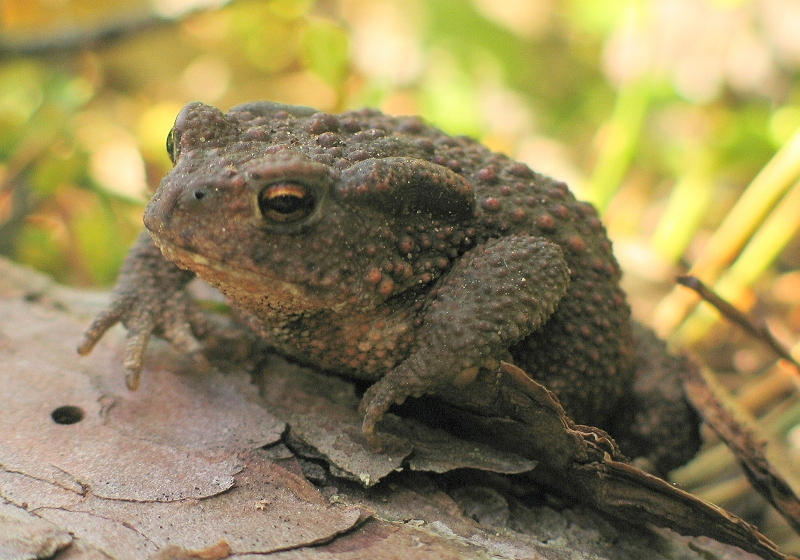
Eine Erdkröte

Bei den Krötenexplosionen in Hamburg starben im April und Mai 2005 in einem Tümpel in Hamburg-Altona binnen weniger Tage ungefähr tausend Erdkröten (Bufo bufo), die sich aus zunächst unklaren Gründen bis zum Explodieren mit Luft aufpumpten. Das Krötensterben machte weltweit Schlagzeilen und beschäftigte mehrere Wissenschaftler wochenlang.

## Symptome
Die Nachrichtenagentur AFP beschrieb das Geschehen als ein Anschwellen der Kröten auf bis das Dreifache des normalen Körperumfangs, gefolgt von einer Explosion, in der die Eingeweide der Kröten in einem Umkreis von bis zu einem Meter Durchmesser verstreut wurden. Die Explosionen geschahen vor allem nachts oder in der Dämmerung; die Kröten verließen vorher meist das Wasser.

## Untersuchungen und mögliche Ursachen

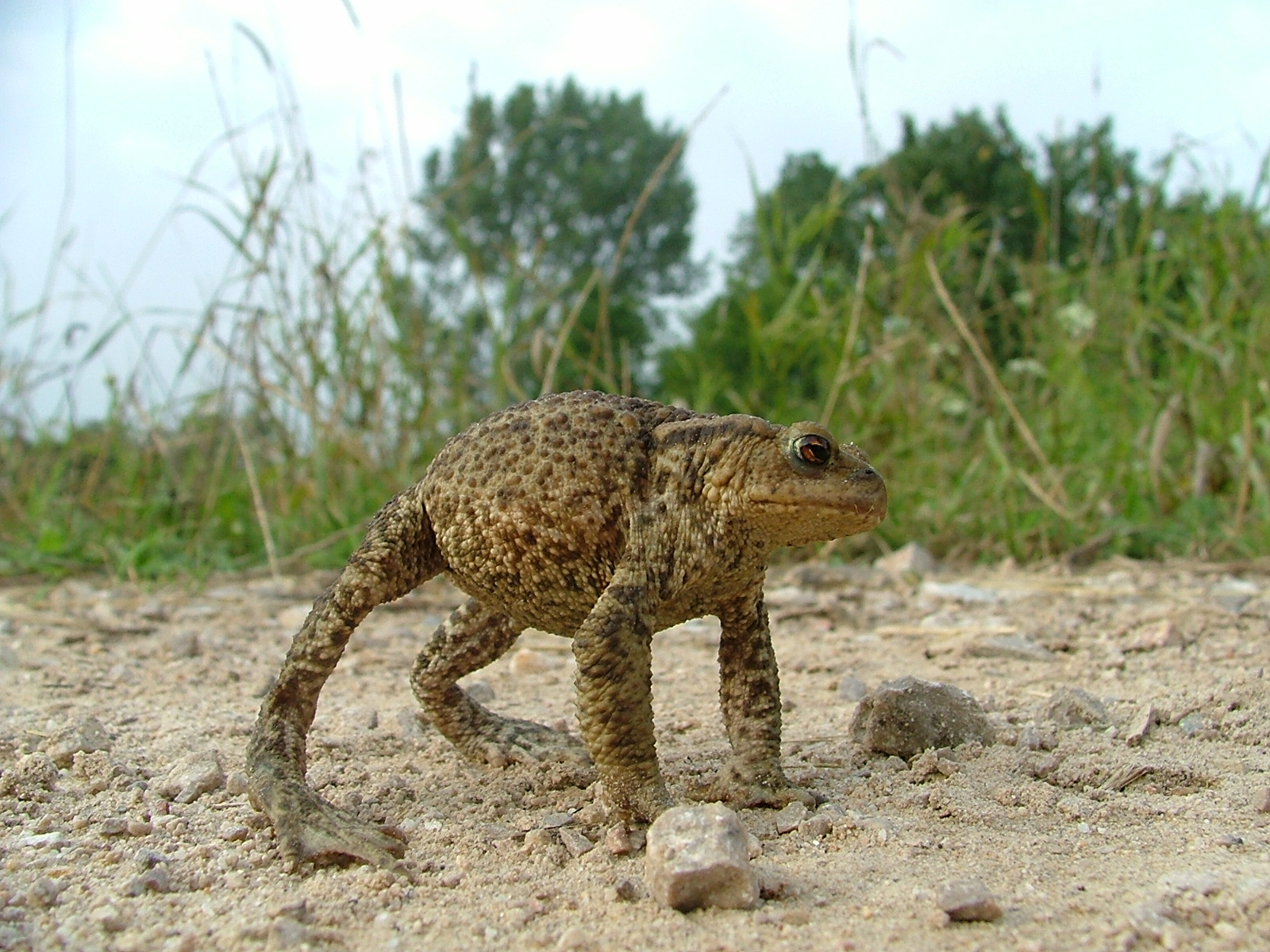
Abwehrreaktion einer sich mit Luft aufpumpenden Erdkröte

Aus Angst vor Infektionskrankheiten und einer möglichen Zoonosegefahr wurde der Tümpel von der Polizei abgesperrt. Untersuchungen des Tümpelwassers auf Bakterien oder Viren sowie auf verschiedene Giftstoffe ergaben keine verwertbaren Befunde.
Schließlich fanden der Hamburger Amtstierarzt Otto Horst und der Berliner Tierarzt Frank Mutschmann eine mögliche Erklärung, die das Krötensterben mit dem Fressverhalten der ebenfalls am Tümpel präsenten Krähen verbindet: Demzufolge waren die Kröten durch die Paarungszeit von ihrer Umwelt so abgelenkt, dass die Vögel in der Dämmerung deren Haut aufpicken, die Leber herausziehen und verzehren konnten. Die bei den Kröten übliche Abwehrreaktion, bei der sie ihre Lunge mit Luft aufpumpen, habe dann aufgrund des bei Amphibien nicht vorhandenen Zwerchfells und der fehlenden Leber, die normalerweise als mechanischer Widerstand für die Lunge dient, zu einem Druckanstieg in der gesamten Körperhöhle geführt, wodurch wiederum die beschädigte Haut aufplatzte und die inneren Organe explosionsartig aus dem Körper geschleudert wurden.
Ein vergleichbarer Fall, der in Analogie zu dem Hamburger Fall genauso erklärt wird, wurde 2015 vom Heller Binnenbach bei Gehrde (Niedersachsen) berichtet.
Diese Theorie ist jedoch noch nicht empirisch belegt und daher umstritten.